# Компенсация при увольнении
Компенсация при потере работы — денежное возмещение, выплата или выгоды, которые работник получает при потере работы. В дополнение к основной зарплате работника, может включать что-либо из следующего:
- Дополнительные выплаты за время работы после последней зарплаты.
- Выплаты за неиспользованный отпуск.
- Медицинское страхование или страхование жизни.
- Пенсионное обеспечение.
- Предоставление фондовых опционов компании.
- Помощь в приобретении новой работы, например, выдача рекомендаций.

Компенсации чаще всего предлагаются  временно уволенным или выходящим на пенсию работникам. Выплаты производятся для смягчения последствий потери работы. Иногда они предлагаются работникам, выходящим в отставку, вне зависимости от обстоятельств, или уволенным по инициативе работодателя. Порядок получения компенсаций часто прописан в должностной инструкции, и во многих странах строго регулируется.
Компенсация при увольнении не является пособием по безработице, хотя и то, и другое может быть выплачено работодателем в зависимости от страны и законодательства.

## В разных странах

### Соединённые штаты
По закону о справедливых условиях труда (1938) компенсация не требуется, а вопрос решается между рабочим и работодателем.  Также, в некоторых случаях, обязанность выплаты пособий по безработице ложится на плечи бывшего работодателя.
В феврале 2010 г. решение Западного округа штата Мичиган постановило, что выходное пособие не облагается налогами FICA, но оно было отменено  верховным судом США в марте 2014 г.